# Нештєдиці
Нештєдиці (нім. Nestersitz) є частиною общини Поврли в Устецькому районі . Знаходиться на заході Поврлів. Тут проходить залізнична лінія Прага–Дечин і автомагістраль I/62 . У 2011 році тут постійно проживало 633 жителі.
Нештєдиці — це також назва кадастрової території площею 1,75 км². Нештєдиці також розташоване на кадастровій території Машовіце під Високим каменем з площею 1,56 км².

## Історія
Перша письмова згадка про село походить з 1523 року .

## Населення
У переписі у 1921 р. тут проживало 612 жителів (з з них 311 чоловік), з яких було 30 чехословаків, 528 німців, 1 єврей і 53 іноземці. Крім 22 євангелістів, двох євреїв і 38 осіб без релігії, вони доповіли до Римо-католицька церква. За даними перепису населення в 1930 році в селі проживало 705 жителів: 72 чехословаки, 591 німець, 3 представники інших національностей і 39 іноземців. Римо-католицька більшість переважала, але шістнадцять осіб належали до євангельських церков, одна особа до церкві Ізраїлю та вісімдесят мешканців не були релігійними.
| | 1869 рік | 1880 рік | 1890 рік | 1900 рік | 1910 рік | 1921 рік | 1930 рік | 1950 рік | 1961 рік | 1970 рік | 1980 рік | 1991 рік | 2001 рік | 2011 рік |
| --- | -------- | -------- | -------- | -------- | -------- | -------- | -------- | -------- | -------- | -------- | -------- | -------- | -------- | -------- |
| Мешканці | 160      | 137      | 363      | 451      | 674      | 660      | 748      | 538      | 505      | 744      | 695      | 645      | 649      | 633      |
| Будинки | 28       | 28       | 41       | 44       | 59       | 67       | 86       | 90       | .        | 80       | 78       | 106      | 106      | 122      |
| У таблиці подано дані по населеному пункту Машовіце, а кількість будинків з 1961 року входить до загальної кількості будинків місцевої частини Поврла . |          |          |          |          |          |          |          |          |          |          |          |          |          |          |